# Umboasterella
Umboasterella es un género de foraminífero bentónico de la familia Asterigerinatidae, de la superfamilia Asterigerinoidea, del suborden Rotaliina y del orden Rotaliida. Su especie tipo era Eoeponidella (Umboasterella) meyerhoffi. Su rango cronoestratigráfico abarcaba el Holoceno.

## Discusión
Umboasterella fue propuesto como un subgénero de Eoeponidella, es decir, Eoeponidella (Umboasterella).

## Clasificación
Umboasterella incluye a la siguiente especie:
- Umboasterella meyerhoffi